# Charles-François Duvernoy
Charles-François Duvernoy (* 16. April 1796 in Paris; † 27. November 1872 ebenda) war ein französischer Opernsänger (Bassbariton) und Musikpädagoge.

## Leben
Charles-François Duvernoy, Sohn des Klarinettisten Charles Duvernoy, studierte Gesang am Conservatoire de Paris. Er debütierte 1821 am Théâtre Feydeau und trat danach an verschiedenen französischen Provinzbühnen auf und gastierte in Belgien und Holland.
Von 1843 bis 1867 gehörte er zum Ensemble der Opéra-Comique. Er sang hier zunächst Bariton-Partien und wechselte später zum Bass-Buffo. Zu seinem Repertoire gehörten Rollen wie der Lord Elford in Le domino noir und der Beppo in Fra Diavolo von Daniel-François-Esprit Auber, der Ruben in Joseph von Étienne-Nicolas Méhul und der Sénéchal in Richard Cœur de Lion von André-Ernest-Modest Grétry. 
Von 1851 bis 1871 unterrichtete er Gesang am Conservatoire de Paris. Auch seine Söhne wurden als Musiker bekannt: Victor Alphonse Duvernoy als Komponist und Pianist, Edmond Duvernoy, den er selbst ausbildete, als Sänger.